# Euselasia psammathe
Euselasia psammathe is een vlinder uit de familie van de prachtvlinders (Riodinidae). De wetenschappelijke naam van de soort is, als Euselasia crotopus psammathe, voor het eerst geldig gepubliceerd in 1916 door Adalbert Seitz.

## Type
- holotype: "male"
- instituut: Muséum national d'histoire naturelle, Parijs
- typelocatie: Guyane fr.[2]

## Taxonomische geschiedenis
- Euselasia crotopus psammathe Seitz, 1913
- Euselasia psammathe Seitz, 1913 stat. nov. door Hans Ferdinand Emil Julius Stichel, 1919
- Euselasia venezolana psammathe Seitz, 1913 comb. nov. door Callaghan & Lamas, 2004
- Euselasia psammathe Seitz, 1913 stat. rev. door Gallard, 2014[2]

## Ondersoorten
- Euselasia psammathe psammathe
- Euselasia psammathe hypocala Rebillard, 1958[3]
  - holotype: "male"
  - instituut: Muséum national d'histoire naturelle, Parijs.
  - typelocatie: "Colombia, rio Putumayo"
  - = Euselasia venezolana hypocala Rebillard, 1958 comb. nov. door Callaghan & Lamas, 2004
  - = Euselasia psammathe hypocala Rebillard, 1958 comb. rev. door Gallard, 2014[2]